# Ivándárda
Ivándárda je selo u južnoj Mađarskoj.
Zauzima površinu od 7,67 km četvornih.

## Zemljopisni položaj
Nalazi se na 45° 49' 50" sjeverne zemljopisne širine i 18° 35' 25" istočne zemljopisne dužine, jugozapadno od Mohača, uz granicu s Republikom Hrvatskom, 6 km sjeverno od Belog Manastira. 

## Upravna organizacija
Upravno pripada Mohačkoj mikroregiji u Baranjskoj županiji. Poštanski broj je 7781.

## Stanovništvo
U Ivándárdi živi 255 stanovnika (2002.). 

## Vanjske poveznice
- (mađ.) Ivándárda Önkormányzatának honlapja   Arhivirana inačica izvorne stranice od 14. listopada 2005. (Wayback Machine)
- Ivándárda na fallingrain.com